# Multiple Integrated Laser Engagement System

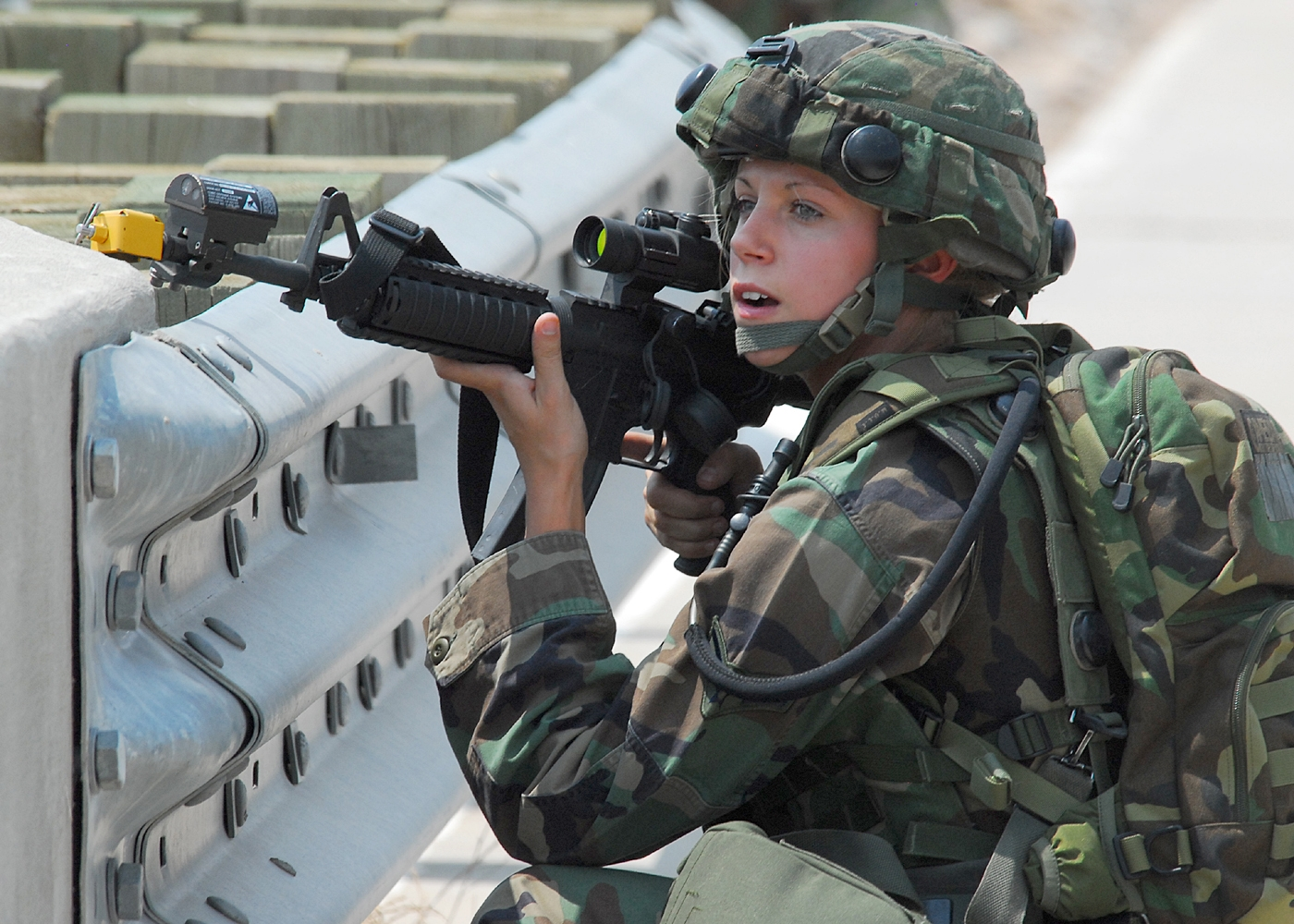
Soldatin mit Laser am Gewehr und Sensoren am Helm

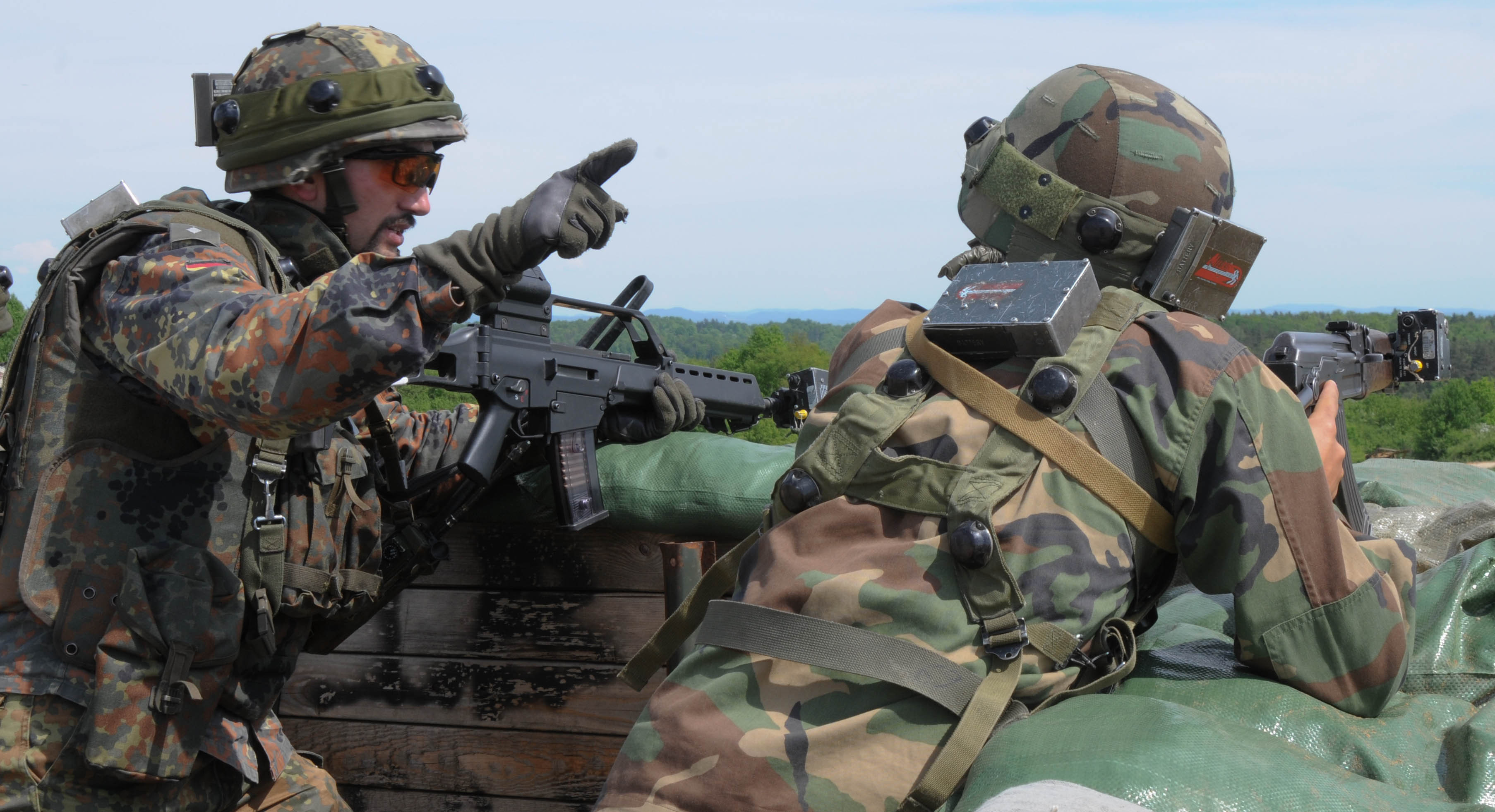
Soldaten beim Training mit dem MILES-System. Die Lasereinheit ist als am Gewehrlauf montierter Quader erkennbar, die Sensoren sind an Helm und Oberkörper angebrachte schwarze Halbkugeln.

Das Multiple Integrated Laser Engagement System (englisch für „ganzheitliches Multi-Laser-Gefechtssystem“) oder kurz MILES ist das Waffentrainingssystem der US-Streitkräfte.
Das Trainingssystem wurde in den 1970er und 1980er Jahren entwickelt und wurde über die Jahre hinweg immer wieder technisch erweitert und verbessert. 1993 wurde das System MILES 2000 eingeführt, welches etliche technische Verbesserungen mit sich brachte. Es entstand auf der Basis des alten MILES-Systems und wurde mit Neuheiten wie dem Übertragen von Waffen- und Teilnehmerdaten per Laser an den Getroffenen erweitert. Somit kann eine genaue Situation des Getroffenen berechnet und simuliert werden und ein Zustandsbericht erstellt werden.
Zum Gefechtstraining mit dem MILES wird das Magazin mit Platzpatronen geladen und ein Laser an der Waffe montiert. Dieser Laser beleuchtet beim Schuss das anvisierte Ziel und überträgt einen codierten Laserpuls auf das Ziel. Wird dieser Laserpuls von den zielseitigen Sensoren empfangen, wird er auf der Zielseite ausgewertet und ein Signalton für nahen Vorbeischuss oder Treffer ausgegeben.
Die Bundeswehr benutzt mit dem Ausbildungsgerät Duellsimulator (AGDUS) ein ähnlich funktionierendes System, das jedoch mit dem MILES nicht kompatibel ist, da unterschiedliche Codierungen der Lasersignale verwendet werden.
Das MILES-System wird von vielen mit den USA verbündeten Armeen eingesetzt:

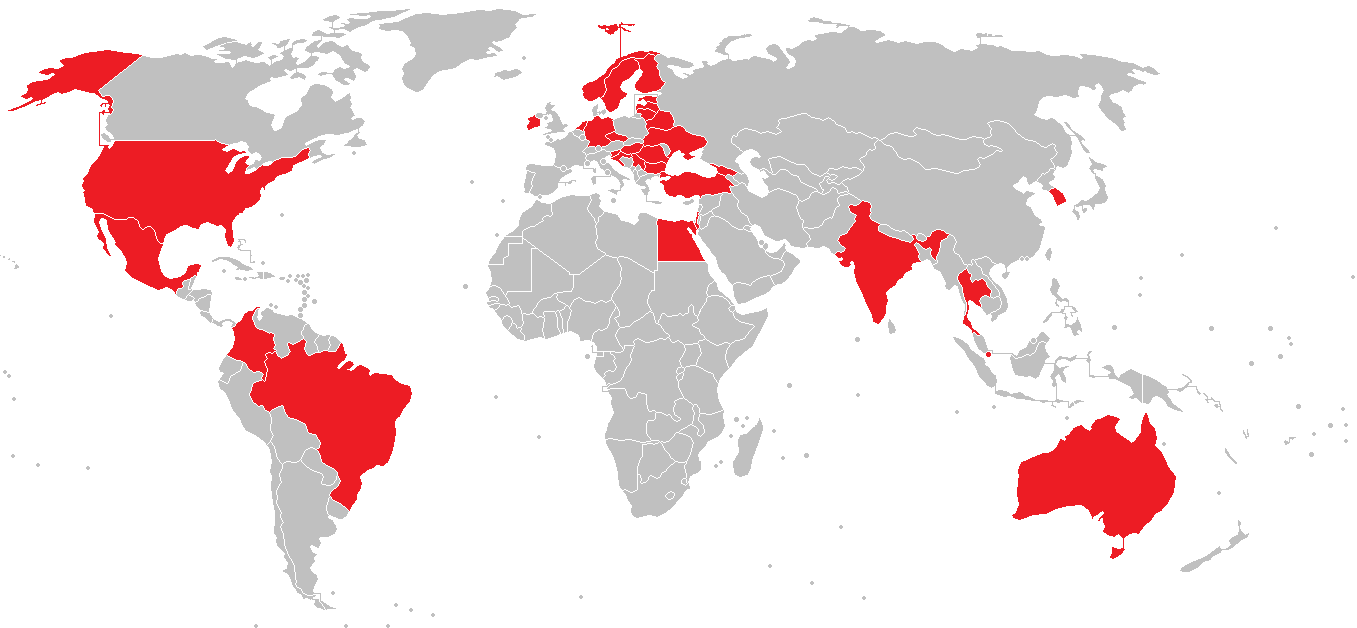
Staaten weltweit, die MILES einsetzen